# Altenahr
Altenahr – miejscowość i gmina w Niemczech, w kraju związkowym Nadrenia-Palatynat, w powiecie Ahrweiler, siedziba gminy związkowej Altenahr.

## Współpraca
Miejscowość partnerska:
- Sint-Pieters-Leeuw, Belgia